# Saint-Germain-de-Clairefeuille
Saint-Germain-de-Clairefeuille é uma comuna francesa na região administrativa da Normandia, no departamento Orne. Estende-se por uma área de 12,46 km². Em 2010 a comuna tinha 142 habitantes (densidade: 11,4 hab./km²).